# Lista de transportes terrestres de guerra
Lista de transportes terrestres utilizados em guerra por país de forma "desordenada":

## União Soviética
| Nome                 | Tipo                                       | Estado     |
| -------------------- | ------------------------------------------ | ---------- |
| ZIS-110              | Viatura de transporte VIP                  | Abatido    |
| MB «JEEP»            | Viatura táctica Ligeira                    | Abatido    |
| GaZ-67B              | Viatura táctica Ligeira                    | Abatido    |
| BM-27 «Uragan» 9P140 | Sistema lançador de foguetes de artilharia | Em Serviço |
| DANA / 152mm         | Artilharia Auto propulsada                 | Em Serviço |
| BA-10                | Veículo ligeiro de reconhecimento          | Abatido    |
| BA-20M               | Veículo ligeiro de reconhecimento          | Abatido    |
| BA- 3 / BA-6         | Veículo ligeiro de reconhecimento          | Abatido    |
| Su-122M              | Canhão de assalto                          | Abatido    |
| SU-152 / ISU-152     | Canhão de assalto                          | Abatido    |
| SU-76M               | Canhão de assalto                          | Abatido    |
| Su-100               | Caça-tanques                               | Abatido    |
| Su-85M               | Caça-tanques                               | Abatido    |
| M3-A1 Stuart         | Carro de combate leve                      | Abatido    |